# Heart of the Night
Heart of the Night è il diciassettesimo album in studio del gruppo musicale statunitense Spyro Gyra, pubblicato il 23 aprile 1996.

## Tracce
1. Heart of the Night (arrangiata da Chieli Minucci) – 4:34 (Jay Beckenstein)
2. De La Luz (Julio Fernandez) – 5:14
3. Westwood Moon (Tom Schuman) – 4:56
4. Midnight (Jeremy Wall) – 4:26
5. Playtime (Jay Beckenstein) – 4:34
6. Surrender (Jay Beckenstein) – 4:47
7. Valentino's (Tom Schuman) – 4:56
8. Believe (Julio Fernandez) – 5:11
9. As We Sleep (Scott Ambush) – 4:58
10. When Evening Falls (Jay Beckenstein) – 4:59
11. J Squared (Jay Beckenstein/Joel Rosenblatt) – 4:49

## Formazione
- Jay Beckenstein – sassofoni
- Tom Schuman – tastiere
- Julio Fernandez – chitarra
- Joel Rosenblatt – batteria
- Scott Ambush – basso

### Altri musicisti
- Bashiri Johnson – percussioni
- Dave Samuels – vibrafono, marimba (tracce 2, 7, 9 e 10)
- Randy Brecker – tromba (traccia 4)
- Steve Skinner – batteria prog. (traccia 1)
- Vaneese Thomas, Porter Carroll – voce (traccia 1)
- Jesse Levy, Eugene J. Moye, Jr. – violoncello (tracce 2 e 9)

### Sezione fiati
- No Sweat Horns arrangiata da Scott Kreitzer (tracce 3 e 5)
- Barry Danelian – tromba
- Randy Andos – trombone
- Scott Kreitzer – sassofono tenore e flauti